# SN 2002dz
SN 2002dz – supernowa typu Ib/c odkryta 16 lipca 2002 roku w galaktyce M-01-01-52. W momencie odkrycia miała maksymalną jasność 18,30m.